# Bósons X e Y
Na física de partículas, os bósons(bosões) X e Y(muitas vezes chamados coletivamente de bósons X) são partículas elementares análogas aos bósons W e Z, mas que correspondem a um novo tipo de força prevista pelo Modelo Georgi-Glashow, uma grande teoria unificada.

## Detalhes
Os bósons X e Y juntam quarks à léptons, permitindo a violação do Número bariônico e, assim, permitindo o decaimento do próton.
Um bóson X teria os seguintes modos de decaimento:
X → u + u
X → 
e+
 + 
d

onde os dois produtos dos decaimento em cada processo tem quiralidade oposta, u é um Quark up  e 
e+
 é um positron.
Um bóson Y teria os seguintes modos de decaimento:

Y
 → 
e+
 + 
u

Y
 → 
d
 + 
u

Y
 →  
d
 + 
ν
e
onde o primeiro produto do decaimento tem uma quiralidade canhota e o segundo uma quiralidade destra, e 
ν
e é um antineutrino do elétron.
Produtos de decaimento similares existem para outras gerações quark-lepton.
Nessas reações, nem o Número leptônico(L), nem o Número bariônico(B) são conservados, mas o B-L é. Frações de ramificação diferentes entre o bóson X e sua antipartícula(como no caso do meson-K) explicariam a bariogénese.